# Khaddi Sagnia
Khadijatou „Khaddi“ Victoria Sagnia (* 20. April 1994 in Helsingborg) ist eine schwedische Leichtathletin, die sich auf den Weitsprung spezialisiert hat, aber auch in anderen Disziplinen Erfolge feiert.

## Sportliche Laufbahn
Zu Beginn ihrer Karriere konzentrierte sich Khaddi Sagnia vor allem auf den Dreisprung und gewann 2010 mit 13,56 m die Goldmedaille bei den erstmals ausgetragenen Olympischen Jugendspielen in Singapur. Im Jahr darauf belegte sie dann bei den Jugendweltmeisterschaften nahe Lille mit 12,72 m den neunten Platz im Dreisprung und erreichte im Weitsprung mit 5,75 m Rang elf. 2015 schied sie bei den Halleneuropameisterschaften in Prag mit 6,52 m in der Qualifikation aus und wurde anschließend bei den U23-Europameisterschaften in Tallinn mit 6,64 m Vierte. Daraufhin startete sie bei den Weltmeisterschaften in Peking und belegte dort mit 6,78 m im Finale den siebten Platz. Bei den Leichtathletik-Hallenweltmeisterschaften 2016 in Portland erreichte sie mit einem Satz auf 6,08 m Rang 14 und bei den Europameisterschaften im Juli in Amsterdam klassierte sie sich mit 6,59 m auf dem sechsten Platz. Dann nahm sie an den Olympischen Spielen in Rio de Janeiro teil, scheiterte dort aber mit 6,25 m in der Vorrunde.
2017 schied sie bei den Weltmeisterschaften in London mit 6,42 m in der Qualifikation aus und im Jahr darauf belegte sie bei den Hallenweltmeisterschaften in Birmingham mit 6,64 m Rang sechs. Im Sommer gelangte sie bei den Europameisterschaften in Berlin bis ins Finale und wurde dort mit einer Weite von 6,47 m Siebte. 2020 siegte sie mit 6,76 m beim Karlstad GP und anschließend mit 6,44 m beim Sollentuna GP. Beim Bauhaus-Galan wurde sie mit 6,83 m Dritte, wie auch bei der Doha Diamond League mit 6,85 m. 2021 gewann sie dann bei den Halleneuropameisterschaften in Toruń mit einem Sprung auf 6,75 m die Bronzemedaille hinter der Ukrainerin Maryna Bech-Romantschuk und Malaika Mihambo aus Deutschland. Bei den Olympischen Spielen in Tokio verpasste sie mit einer Weite von 6,67 m nur knapp den Sprung unter die besten acht und wurde Neunte. Anschließend wurde sie bei der Athletissima mit 6,92 m Zweite und auch bei Weltklasse Zürich gelangte sie mit 6,83 m auf Rang zwei.
2022 startete sie bei den Hallenweltmeisterschaften in Belgrad und belegte dort mit 6,42 m den zwölften Platz. Ende Mai siegte sie mit 6,95 m beim Prefontaine Classic und anschließend wurde sie bei der Bauhaus-Galan mit 6,74 m Dritte. Im Juli gelangte sie bei den Weltmeisterschaften in Eugene mit 6,87 m im Finale auf Rang sechs und auch bei den Europameisterschaften in München wurde sie mit 6,61 m Sechste. Bei Weltklasse Zürich wurde sie mit 6,55 m Zweite. Im Jahr darauf gelangte sie bei den Halleneuropameisterschaften in Istanbul mit 6,57 m auf den siebten Platz. Im August schied sie bei den Weltmeisterschaften in Budapest mit 6,35 m in der Qualifikationsrunde aus.
In den Jahren von 2015 bis 2018 sowie 2020 und 2021 wurde Sagnia schwedische Meisterin im Weitsprung im Freien sowie 2011, 2018 und von 2020 bis 2023 auch in der Halle. 2011 wurde sie zudem Meisterin im Dreisprung im Freien und in der Halle und 2011 siegte sie auch im 100-Meter-Hürdenlauf und 2016 siegte sie im 100-Meter-Lauf.

## Persönliche Bestleistungen
- 100 Meter: 11,48 s (+1,4 m/s), 26. August 2016 in Sollentuna
  - 60 Meter (Halle): 7,25 s, 14. Januar 2023 in Göteborg
- 100 m Hürden: 13,93 s (−2,3 m/s), 1. Juli 2015 in Sundsvall
  - 60 m Hürden (Halle): 8,14 s, 11. Februar 2018 in Uppsala
- Weitsprung: 6,95 m (+1,0 m/s), 28. Mai 2022 in Eugene
  - Weitsprung (Halle): 6,92 m, 25. Februar 2018 in Glasgow (schwedischer Rekord)
- Dreisprung: 13,65 m (+0,9 m/s), 27. August 2011 in Vellinge (schwedischer U18-Rekord)
  - Dreisprung (Halle): 13,57 m, 11. Februar 2012 in Steinkjer